# Любша (Сілезьке воєводство)
Любша (пол. Lubsza) — село в Польщі, у гміні Возьники Люблінецького повіту Сілезького воєводства.
Населення — 951 особа (2011).
У 1975-1998 роках село належало до Ченстоховського воєводства.

## Демографія
Демографічна структура станом на 31 березня 2011 року:
|          | Загалом | Допрацездатний вік | Працездатний вік | Постпрацездатний вік |
| -------- | ------- | ------------------ | ---------------- | -------------------- |
| Чоловіки | 474     | 106                | 322              | 46                   |
| Жінки    | 477     | 90                 | 289              | 98                   |
| Разом    | 951     | 196                | 611              | 144                  |